# Institut français de Madrid
L'Institut français de Madrid est un institut français, dépendant du ministère des Affaires étrangères.

## Siège
L'institut est situé au 12, rue du Marquis de la Ensenada, près de la place Colomb à Madrid. Il jouxte le consulat de France.

## Missions
Il a pour finalité d'enseigner la langue française, de diffuser la culture et la civilisation française, de former des professeurs de français ainsi que de participer à la coopération linguistique et culturelle entre la France et l'Espagne.
Pour cela, l'Institut français de Madrid dispose de salles de classe dans lesquelles sont dispensés des cours, organise des manifestations culturelles et met à la disposition du public une médiathèque regroupant plus de 40 000 documents français ou francophones. La médiathèque donne gratuitement accès au grands journaux quotidiens (et du jour même) et hebdomadaires français ainsi qu'aux principaux magazines politiques et culturels français. Des conférences débats avec des invités culturels ou politiques se tiennent dans la salle principale de la bibliothèque. 
L'institut possède également un bar restaurant. 
Si cet institut permet à la fois aux membres de la très nombreuse communauté francophone de Madrid de pouvoir se procurer des supports culturels dans leur langue maternelle, il permet également de promouvoir la diffusion, notamment auprès des plus jeunes) de la langue française et de la culture française quel que soit le support (écrits, cinéma, théâtre, musique...).